# Fish Creek
Fish Creek är en ort i Australien. Den ligger i kommunen South Gippsland och delstaten Victoria, omkring 140 kilometer sydost om delstatshuvudstaden Melbourne. Antalet invånare är 726.
Runt Fish Creek är det mycket glesbefolkat, med 4 invånare per kvadratkilometer.. Det finns inga andra samhällen i närheten.
I omgivningarna runt Fish Creek växer i huvudsak städsegrön lövskog. Genomsnittlig årsnederbörd är 1 301 millimeter. Den regnigaste månaden är juni, med i genomsnitt 181 mm nederbörd, och den torraste är januari, med 57 mm nederbörd.